# John Felderhof
John Bernard Felderhof (* 28. Juli 1940; † 28. Oktober 2019 auf den Philippinen) war ein kanadischer Geologe niederländischer Herkunft, der als Mitentdecker der Ok-Tedi-Lagerstätte in Papua-Neuguinea bekannt wurde, sowie durch seine Verwicklung in den Bre-X-Skandal von 1997, einen der größten Börsen- und Bergbauskandale in der Geschichte Kanadas.

## Laufbahn
John war das fünfte von zwölf Kindern des niederländischen Arztes Hermann Felderhof und dessen Frau Hermine. Die Familie wanderte 1954 von den Niederlanden nach Nova Scotia aus und ließ sich zuerst in der Nähe von Truro nieder, später im Pictou County.
1962 graduierte Felderhof an der Dalhousie University in Halifax zum Bachelor of science, mit Schwerpunkt in Strukturgeologie und Montangeologie. (An derselben Universität studierten auch seine Brüder William und Herman. Ersterer bemühte sich später um die Gründung und Finanzierung von Bergbauunternehmen, letzterer wurde Anwalt und Hauptankläger im Prozess um die Explosion in der Westray Kohlegrube von 1992, bei der 26 Bergleute ums Leben kamen.)
Seine erste Anstellung fand Felderhof als Ingenieur in einem abgelegenen Tagebau der Iron Ore Company of Canada bei Schefferville (Québec). Aber schon 1964 ging er nach Sambia, wo er als Minengeologe arbeitete. Dort traf er seine erste Frau Denise, die aus Südafrika stammte. 1967 zog es ihn weiter in den Regenwald von Papua-Neuguinea, wo er als Explorationsgeologe für Kennecott Copper nach Kupfer suchte. Eigenen Aussagen zufolge war Felderhof (nach zwei Missionaren) „der dritte weiße Mann, der den Fly River hinauffuhr“. Tatsächlich war die Region so bewölkt und regnerisch, dass nicht einmal Luftbilder vorhanden waren, und folglich auch keine genauen topographischen Karten. Dort im zentralen Bergland, nicht weit von der Grenze mit Irian Jaya, entdeckte er zusammen mit Douglas Fishburn den ersten Aufschluss von kupferhaltigen Gesteinen. Anscheinend gewann Felderhof später den Eindruck, seine Rolle bei der Entdeckung dieser berühmten Lagerstätte sei nicht angemessen gewürdigt worden, was bei ihm wohl zu einer gewissen Verbitterung führte. Außerdem litt er in der Folge häufig unter der Malaria, die er sich in dieser Zeit zugezogen hatte.
1970 ging Felderhof nach Australien, wo er unter anderem im Norden des Landes (Queensland) nach Uranlagerstätten suchte. Ansonsten hatte er Schwierigkeiten, gute Anstellungen zu finden, zeitweilig jobbte er sogar als Taxifahrer und zog sich 1974 zurück nach Kanada. Dort arbeitete er für die Beratungsfirma A.C.A. Howe International. In deren Auftrag reiste er wieder nach Südafrika und Australien.
In den frühen 1980er Jahren beteiligte sich Howe International auch am Goldrausch in Indonesien. Schließlich arrangierte die Firma ein Joint Venture zwischen den australischen „Junior“-Unternehmen Jason Mining und Pelsart Resources, in deren Auftrag Felderhof, zusammen mit dem australischen Prospektor tschechischer Herkunft Mike Novotny, zahlreiche Höffigkeitsgebiete im Dschungel besuchte und bewertete. Dies führte in der Folge zur Etablierung des „Kalimantan-Goldgürtels“ (die Mount Muro Goldmine, das Mirah- und Muyup-Projekt etc., liegen alle entlang einer überregionalen geologischen „Schweißnaht“, Geosutur). 1986 identifizierte Felderhof das Höffigkeitsgebiet Muara Atan, das später in Busang umbenannt werden sollte, führte dort aber noch keine größeren Arbeiten durch. In dieser Zeit trennte er sich von seiner ersten Frau Denise und heiratete eine Australierin niederländischer Herkunft namens Ingrid.
1987 arbeitete Felderhof zum ersten Mal mit dem philippinischen Geologen Michael de Guzman zusammen. Kurz darauf, im Oktober, brach jedoch über Nacht der Finanzmarkt für kleine nordamerikanische und australische Explorations-Gesellschaften zusammen, und Jason Mining verlor alle ihre Projekte. Dennoch blieb Felderhof in Indonesien und bemühte sich vermehrt auch um inländische Geldgeber. So wurde er Anfang der 1990er Jahre Generaldirektor von PT Minindo Perkasasemesta, in deren Vorstand der Schwager des indonesischen Präsidenten Suharto sowie ein naher Verwandter des Bergbauministers saßen. Allerdings brach die Gesellschaft bald zusammen, als ihre massiven Bilanzfälschungen bekannt wurden. Zu allem Überfluss waren Felderhof ebenso wie sein Chefgeologe de Guzman monatelang nicht bezahlt worden. Felderhof sah sich nun genötigt, wieder nach Australien zu gehen.
Dort fand Felderhof eine Anstellung bei dem Finanzinvestor Waverley Asset Management, der vor allem Kapital für kleine Explorations-Gesellschaften sammelte. Nach dem Finanzcrash hatte Waverley die Kontrolle über mehrere Projekte in Indonesien und Irian Jaya erlangt, unter anderem auch über das Busang-Projekt, und Felderhof wurde beauftragt, Käufer für diese Projekte zu suchen.

## Der Bre-X-Skandal
Ende 1992 schickte Felderhof seinen alten Bekannten de Guzman nach Busang, um dort weitere Untersuchungen vorzunehmen. Dieser bewertete das Projekt nun deutlich positiver als vorangegangene Geologen. Im März 1993 wurde Felderhof von dem kanadischen Geschäftsmann David Walsh kontaktiert, der zufälligerweise auf der Suche nach neuen Investitionsmöglichkeiten war. Auf die Empfehlung Felderhofs hin erstand Walsh einen Mehrheitsanteil am Busang-Projekt.
In der Folge entwickelte Felderhof ein plausibles geologisches Modell für das Vorkommen: So wie die Kelian-Mine und Mount Muro liegt auch Busang auf der Kalimantan-Sutur. Diese überregionale Störungszone trennt einen Block aus kontinentalem Grundgebirge im Nordwesten von Schelfsedimenten im Südosten. Vor allem ermöglichte der tektonische Bruch aber den Aufstieg von andesitischen Magmen und die Bildung von vulkanischen Durchschlagsröhren. Besonders dort, wo die Hauptstörung von den ringförmigen Störungszonen rund um diese Diatreme oder anderen Störungen gekreuzt werden, drangen heiße, hydrothermale Lösungen auf, die die zerrütteten Gesteine weiträumig zersetzen und umwandeln konnten. Neben sulfidischen Mineralen wurde in diesen Zonen nun auch große Mengen Gold ausgeschieden. Allerdings sträubte sich Felderhof immer, die Details seines Modells preiszugeben, vorgeblich aus Furcht, andere könnten sein Konzept „stehlen“ und anderswo ähnlich vielversprechende Höffigkeitsgebiete identifizieren, bevor er selbst dazu Gelegenheit bekäme. Mit ähnlicher Begründung wurden zeitweilig auch die Besuche von firmenfremden Bergbau-Analysten und Geologen auf dem Gelände untersagt.
Die eigentümliche Tatsache, dass besonders in der sogenannten „Südost-Zone“ von Busang sowohl die an der Oberfläche aufgeschlossenen Gesteine, als auch die Böden und Gewässer, praktisch goldfrei waren, während die dortigen Probebohrungen in der Tiefe stets ganz ausgezeichnete Resultate lieferten, erklärte er mit der „Auslaugung“ des Goldes durch Regen und Oberflächenwasser.
Außerdem war Felderhof für die Entscheidung verantwortlich, routinemäßig die gesamten Bohrkerne der Probebohrungen zur geochemischen Analyse zu schicken, anstatt, wie sonst üblich, nur die Hälfte. Durch die größere Probenmenge wurden die Analyseergebnisse zwar einheitlicher (weniger „Ausreißer“ durch ungleichmäßig verteiltes grobkörniges Gold, der sogenannte „Nugget-Effekt“), aber eine spätere Überprüfung der ursprünglichen Gesteinsproben, die eine schnelle Entdeckung des Schwindels möglich gemacht hätte, wurde dadurch verhindert.
Die Angaben über Felderhofs Gewinne durch Verkäufe von Bre-X-Aktien während dieser Zeit schwanken, Vivian Danielson gibt sie mit etwa 30 Millionen Dollar an, andere Schätzungen gehen aber bis hin zu 80 Millionen Dollar.
Am 10. März 1997 erhielt Felderhof in Toronto die angesehene Auszeichnung als „Prospektor des Jahres“ der Prospectors and Developers Association of Canada. In einer heute berühmten Dankesrede, die offensichtlich gegen Peter Munk den Präsidenten von Barrick Gold gerichtet war, der sich (mit zweifelhaften Methoden, aber letztendlich erfolglos) um die Erwerbung Busangs bemüht hatte, rief Felderhof aus: „Wenn du etwas findest, will jemand anders ein Stück davon. […] Der einzige Dschungel, den sie kennen, ist der Asphaltdschungel, und die „Steine“, denen sie am nächsten kommen, sind die Eiswürfel in ihrem Scotch. Ihnen sage ich: Geht, und findet euer eigenes Gold!“
Als kurz darauf bekannt wurde, dass die Bergbau-Gesellschaft Freeport-McMoRan, die mit Bre-X ein Joint Venture abschließen wollte und eigene Probebohrungen in Busang vornahm, die bisherigen spektakulären Ergebnisse nicht reproduzieren konnte, warf Felderhof ihnen lange Zeit vor, sie hätten die Proben verwechselt oder ein unbrauchbares Analyseverfahren angewandt. Nachdem aber auch die unabhängige Beratungsfirma Strathcona Minerals zu dem Ergebnis kam, die Probebohrungen in Busang seien bereits seit einem sehr frühen Zeitpunkt in der Projektentwicklung systematisch und in großem Maßstab verfälscht worden, brach die Bre-X-Unternehmensgruppe rasch zusammen.
Felderhofs Rolle bei diesem Schwindel ist bis heute umstritten. Einerseits sprechen viele Verdachtsmomente gegen ihn bzw. hätten ihm auffallen müssen (wenn er selbst nicht in den Betrug verwickelt war). Anderseits halten ihn manche Beobachter für einen „Gläubigen“, der nur sah, was er sehen wollte.
Nach dem Skandal ließ sich Felderhof auf den Cayman Islands nieder, die kein Auslieferungsabkommen mit Kanada unterhalten. Danach lebte er mit seiner dritten Frau unter anderem auf Bali. 2007 wurde Anklage wegen Insiderhandel gegen ihn erhoben, die jedoch, wegen Mangels an Beweisen, wieder fallen gelassen wurden. Danach lebte er auf den Philippinen, wo er ein kleines Unternehmen ohne Bezug zum Bergbau betrieb, und weiterhin seine Unschuld beteuerte.